# Denis Silagi
Denis Silagi (Budapest, 1912-Múnich, 20 de noviembre de 2007) fue un historiador y publicista húngaro.

## Biografía
Nacido el 10 de noviembre[cita requerida] de 1912  en Budapest, en aquel entonces bajo dominio austrohúngaro, en una familia perteneciente a la comunidad judía de Hungría. Era hijo del poeta, escritor e investigador en psicoanálisis Géza Szilágyi.
Fue autor de obras como Ungarn und der geheime Mitarbeiterkreis Kaiser Leopolds II (Verlag R. Oldenbourg, 1961); Jakobiner in der Habsburger-Monarchie (Verlag Herold, 1962); Der grösste Ungar: Graf Stephan Széchenyi (Herold Verlag, 1967), sobre el conde Esteban Széchenyi; o Ungarn. Geschichte und Gegenwart. Eine Landesbiographie (Hannover Verlag für Literatur und Zeitgeschehen, 1972); entre otras.
Falleció en Múnich el 20 de noviembre de 2007.